# Легенда о Джимми
«Леге́нда о Джи́мми» (фр. La Légende de Jimmy) — это вторая совместная рок-опера Мишеля Берже и Люка Пламондона. Премьера состоялась 22 сентября 1990 года в театре «Могадор». Под режиссурой Жерома Савари в феврале 1991 года мюзикл не встретил успех «Стармании».

## Сюжет
«Легенда о Джимми» повествует о том, как вечером в годовщину смерти своего кумира Джимми идёт поклониться могиле Джеймса Дина и там встречает Виржини, тоже поклонницу Джеймса. Вместе они переживают весьма напряжённые моменты, благодаря явившимся им двум призракам.

## Постановки
Первая постановка была осуществлена в парижском театре «Могадор» в конце сентября 1990 года. Критики называли постановку назвали «сильной, даже иногда волнующей», в которой был «замечательным образом передан дух послевоенных Соединённых Штатов». После окончания представления артистов много раз вызывали на поклоны. Тем не менее, успеха «Стармании» постановке не удалось повторить.
В 1992 году постановка оперы повторена в Монреале. Изданная в Канаде «Энциклопедия современного театра» перечисляла оперу среди самых больших успешных представлений европейских опер в американском стиле.

## Оригинальный состав

### Постановка 1990 года вПариже
- Рено Хантсон[фр.] — тинэйджер Джимми
- Том Новембре[фр.] — священнослужитель
- Диана Телл[фр.] — поклонница
- Нэнетт Уоркман[фр.] — дива

### Постановка 1992 года вМонреале
- Брюно Пельтье — тинэйджер Джимми
- Ив Жак[фр.] — священнослужитель
- Люс Дюфо — поклонница
- Нэнетт Уоркман[фр.] — дива